# Pelargonium caylae
Pelargonium caylae är en näveväxtart som beskrevs av Jean-Henri Humbert. Pelargonium caylae ingår i släktet pelargoner, och familjen näveväxter. Inga underarter finns listade i Catalogue of Life.